# Polotok Musandam
Polotok Musandam (arabsko جَزِيْرَة مُسَنْدَم ,رَأْس مُسَنْدَم, latinizirano: Džazīrat Musandam, raʾs Musandam), lokalno znan kot Ruus al-Džibal (arabsko رُؤُوْس ٱلْجِبَال, latinizirano: Ruʾūs al-Jibāl, dob. 'Vodje gora'), je polotok, ki tvori severovzhodno točko Arabskega polotoka. Leži južno od Hormuške ožine med Perzijskim in Omanskim zalivom. Naseljen je s plemenom Šihuh in je v glavnem v Omanu oziroma governoratu Musandam z nekaterimi deli, ki sodijo v Združene arabske emirate, vključno z Ras al Hajma in deli Diba.

## Geografija
Kopenske značilnosti vključujejo Zahodno gorovje Hadžar. Največji vadi v Musandamu je Vadi Bih ali Vādī al-Bajḥ (arabsko وَادِي ٱلْبَيْح), ki tvori osrednji drenažni bazen. Je reka / vadi, ki izvira v Ras Al Khaimah preden prečka omansko eksklavo na konici polotoka Musandam, mimo vasi Zighi in v Fudžairah pri Dibba al-Hisnu v Omanskem zalivu. Vadi je priljubljena lokacija za opazovalce ptic. Priljubljeni 72 km dolg ultramaraton Vadi Bih poteka vsako leto na polotoku Musandam v Omanu prvi vikend v februarju.
Najvišja gora v Musandamu in Ru'us al Džibalu je Džebel Harim z nadmorsko višino  2087 m.
Najvišja točka v Musandamu in ZAE ter najvišja točka v ZAE na splošno je Džebel Džais v Ras al Hajmahu, z nadmorsko višino 1934 m. Vrh Džebel al-Mebrah s 1527 m je gora samo v ZAE.
Pozimi je lahko regija dokaj hladna, zlasti gore Džais, Janas (arabsko يَنَس; 25°44′12″N 56°5′56″E / 25.73667°N 56.09889°E) in Mebrah.
- Pogled na gore Musandam, december 1971
- Pogled na Ru'us al-Džibal iz Džabal Qivhija
- Gorsko območje Kumzar, c. 1908
- Plasti sedimentnih kamnin blizu Khasaba v governoratu Musandam v Omanu
- Džebel Džais, najvišja točka ZAE, blizu Ras al Hajmaha

## Rastlinstvo in živalstvo
Živali so med drugimi Ruus al Džibalski pahljačasti gekon, arabski tahr (Arabitragus jayakari) in karakal (Caracal caracal). Ni znano, ali je arabski leopard (Panthera pardus nimr ) še vedno prisoten.
- Metulj afriškega monarha (Danaus chrysippus) v zalivu Zhighi
- Modri kačji pastir (Urothemis edwardsii)
- Žalostna majna (Acridotheres tristis)
- Domači vrabec (Passer domesticus)
- Skalni gekon (Pristurus rupestris)